# تاکوما (واشینگتن)
تاکوما (به انگلیسی: Tacoma) شهری در شهرستان پیرس، ایالت واشینگتن است که در سرشماری سال ۲۰۱۰ میلادی، ۱۹۸٬۳۹۷ نفر جمعیت داشته‌است.